# Prothemenops siamensis
Prothemenops siamensis är en spindelart som beskrevs av Peter J. Schwendinger 1991. Prothemenops siamensis ingår i släktet Prothemenops och familjen Idiopidae.
Artens utbredningsområde är Thailand. Inga underarter finns listade i Catalogue of Life.